# 赵明 (荣耀总裁)
赵明（1973年—），满族人，荣耀终端总裁。

## 生平
1973年出生于上海，毕业于上海交通大学。1998年加入华为技术有限公司，曾任华为技术有限公司候补董事，华为消费者BG荣耀业务部总裁。2017年，赵明称其领导的荣耀品牌成为中国互联网品牌第一，年销量占华为手机的半壁江山。他提到，荣耀是年轻的互联网品牌，要以“笨鸟精神”做手机。
2020年11月17日，华为投资控股有限公司宣布决定整体出售荣耀业务资产，赵明的微博认证更改为：荣耀终端有限公司 CEO。
2025年1月17日，宣布离任荣耀终端CEO，荣耀终端董事会决定由李健接替赵明开展工作。